# Giro de Italia 1976
El  59.º Giro de Italia se disputó entre el 21 de mayo y el 12 de junio de 1976 con un recorrido de 4161 km dividido en 22 etapas, dos de ellas dobles, con inicio en Catania y final en Milán.
Participaron 120 ciclistas repartidos en 12 equipos de 10 corredores cada uno de los que solo lograron finalizar la prueba 86 ciclistas.
El vencedor absoluto fue el italiano Felice Gimondi que cubrió la prueba en 119h 58’ 15’’ a una velocidad media de 34,692 km/h.
El ciclista español, Juan Manuel Santisteban, del KAS fallecía en Catania el 21 de mayo, en la 1ª etapa, tras una caída gravísima que le produjo un traumatismo craneal del que no se pudo recuperar. Es la segunda vez que fallece un ciclista tras la pérdida de Orfeo Ponsin en el Giro de 1952.

## Etapas
| Etapa | Fecha       | Recorrido                         | Km  | Ganador             | Líder              |
| 1.ªa  | 21 de mayo  | Catania - Catania                 | 64  | Patrick Sercu       | Patrick Sercu      |
| 1.ªb  | 21 de mayo  | Catania – Siracusa                | 78  | Patrick Sercu       | Patrick Sercu      |
| 2.ª   | 22 de mayo  | Siracusa - Caltanissetta          | 210 | Roger De Vlaeminck  | Freddy Maertens    |
| 3.ª   | 23 de mayo  | Caltanissetta - Palermo           | 163 | Rik Van Linden      | Patrick Sercu      |
| 4.ª   | 24 de mayo  | Cefalù - Mesina                   | 192 | Francesco Moser     | Roger De Vlaeminck |
| 5.ª   | 25 de mayo  | Regio de Calabria - Cosenza       | 220 | Roger De Vlaeminck  | Roger De Vlaeminck |
| 6.ª   | 26 de mayo  | Cosenza - Matera                  | 207 | Johan De Muynck     | Roger De Vlaeminck |
| 7.ª   | 27 de mayo  | Ostuni - Ostuni                   | 37  | Francesco Moser     | Francesco Moser    |
| 8.ª   | 28 de mayo  | Selva di Fasano - Lago di Laceno  | 256 | Roger De Vlaeminck  | Felice Gimondi     |
| 9.ª   | 29 de mayo  | Bagnoli Irpino - Rifugio Aremogna | 204 | Fabrizio Fabbri     | Felice Gimondi     |
| 10.ª  | 30 de mayo  | Roccaraso - Terni                 | 203 | Patrick Sercu       | Felice Gimondi     |
| 11.ª  | 31 de mayo  | Terni - Gabicce Mare              | 222 | Antonio Menéndez    | Felice Gimondi     |
| 12.ª  | 1 de junio  | Gabicce Mare - Porretta Terme     | 215 | Sigfrido Fontanelli | Felice Gimondi     |
| 13.ª  | 2 de junio  | Porretta Terme - Il Ciocco        | 146 | Ronald De Witte     | Felice Gimondi     |
| 14.ª  | 3 de junio  | Il Ciocco - Varazze               | 227 | Francesco Moser     | Felice Gimondi     |
| 15.ª  | 5 de junio  | Varazze - Ozegna                  | 216 | Rik Van Linden      | Felice Gimondi     |
| 16.ª  | 6 de junio  | Castellamonte - Arosio            | 258 | Roger De Vlaeminck  | Felice Gimondi     |
| 17.ª  | 7 de junio  | Arosio - Verona                   | 196 | Ercole Gualazzini   | Felice Gimondi     |
| 18.ª  | 8 de junio  | Verona - Longarone                | 174 | Simone Fraccaro     | Felice Gimondi     |
| 19.ª  | 9 de junio  | Longarone - Rifugio Gardeccia     | 132 | Andrés Gandarias    | Johan De Muynck    |
| 20.ª  | 10 de junio | Vigo di Fassa - Comano Terme      | 170 | Luciano Conati      | Johan De Muynck    |
| 21.ª  | 11 de junio | Comano Terme - Bergame            | 238 | Felice Gimondi      | Johan De Muynck    |
| 22.ªa | 12 de junio | Arcore - Milán                    | 28  | Joseph Bruyère      | Felice Gimondi     |
| 22.ªb | 12 de junio | Milán - Milán                     | 106 | Daniele Tinchilla   | Felice Gimondi     |

## Clasificaciones
| Clasificación general |              |
| --- | ------------ |
| \| 1. Felice Gimondi \| 119h 58' 15" \| \| 2. Johan De Muynck \| a 19" \| \| 3. Fausto Bertoglio \| a 49" \| \| 4. Francesco Moser \| a 1' 07" \| \| 5. Gianbattista Baronchelli \| a 1min 35s \| \| 6. Wladimiro Panizza \| a 2min 35s \| \| 7. Alfio Vandi \| a 4min 07s \| \| 8. Eddy Merckx \| a 7min 40s \| \| 9. Walter Riccomi \| a 8min 49s \| \| 10. Juan Pujol \| a 8min 50s \| \| \| \| |              |
| 1. Felice Gimondi | 119h 58' 15" |
| 2. Johan De Muynck | a 19"        |
| 3. Fausto Bertoglio | a 49"        |
| 4. Francesco Moser | a 1' 07"     |
| 5. Gianbattista Baronchelli | a 1min 35s   |
| 6. Wladimiro Panizza | a 2min 35s   |
| 7. Alfio Vandi | a 4min 07s   |
| 8. Eddy Merckx | a 7min 40s   |
| 9. Walter Riccomi | a 8min 49s   |
| 10. Juan Pujol | a 8min 50s   |
| |              |